# Pilocrocis barcalis
Pilocrocis barcalis là một loài bướm đêm trong họ Crambidae.